# Hulk Hogan
Terry Gene Bollea (Augusta, Georgia, 11 de agosto de 1953-Clearwater, Florida, 24 de julio de 2025), conocido como Hulk Hogan o Hollywood Hogan, fue un luchador profesional estadounidense. Fue el comisionado de Real American Freestyle y firmó con la WWE como embajador de la marca. Conocido por su extravagancia y físico imponente, y su característico bigote rubio en forma de herradura y pañuelos en la cabeza, Hogan fue ampliamente considerado como la estrella de la lucha libre más reconocida a nivel mundial, el luchador más popular de la década de 1980 y uno de los mejores luchadores profesionales de todos los tiempos.
Una estrella de los eventos estelares de ambas organizaciones, Hogan cerró los respectivos eventos anuales principales de la WWF y la WCW, WrestleMania y Starrcade, en múltiples ocasiones. Fue introducido al Salón de la Fama de la WWE en 2005, sin embargo, en 2015 fue expulsado de la WWE por comentarios racistas, aunque siguió en el Salón de la Fama (sería perdonado por la empresa 3 años después). 
Firmó para Total Nonstop Action Wrestling (TNA), donde trabajó desde 2010 hasta 2013 y fue gerente general. En la WCW fue líder de un stable llamado New World Order (nWo), junto a Kevin Nash y Scott Hall, el cual fue una de las principales atracciones de dicha promoción.
Entre sus logros se destacan doce reinados como campeón mundial al haber sido seis veces Campeón de la WWF (una vez como Campeón Indiscutido) y seis veces Campeón de la WCW. También fue una vez Campeón Mundial en Parejas de la WWE junto a Edge. Hogan fue ganador del Royal Rumble en 1990 y 1991, haciéndolo el primer hombre en ganar dos consecutivas Royal Rumbles.
Hogan fue el pilar del Wrestling en las décadas de 1980 y 1990, llegando a ser ocho veces Estelarista en WrestleMania, convirtiéndole así en el luchador con más Eventos Estelares en la historia de la "Vitrina de los Inmortales", los Wrestlemania que estelarizó fueron: WrestleMania I, WrestleMania II, WrestleMania III, WrestleMania V, WrestleMania VI, WrestleMania VII, WrestleMania VIII y WrestleMania IX.
A pesar de ser reconocido como uno de los luchadores más grandes de la historia del Wrestling tanto en los Estados Unidos como a nivel mundial, Hogan adquirió una reputación de ser una persona arrogante, racista y egoísta detrás de las cámaras. Utilizando maniobras injustas para arruinar el push de luchadores más jóvenes y populares que él, usando toda clase de argumentos para mantenerse como alguien relevante en el negocio a pesar de que sus mejores años ya habían transcurrido, situación constante en todas las compañías donde él trabajó, manchando su legado en sus últimos años

## Carrera

### Primeros años e inicios en la lucha
Hogan nació el 11 de agosto de 1953 en Augusta, Georgia, Estados Unidos. Sus padres fueron Ruth (Moody) (1922–2011) y Peter Bollea (1913–2001), también de nacionalidad estadounidense, aunque su madre nació en la Zona del Canal de Panamá. Hogan estudió en Thomas Richard Robinson High School y en la University of South Florida y St. Petersburg College en Tampa. Su único pariente cercano conocido era su sobrina, Kristin Hogan.
La complexión de Bollea pronto llamó la atención de Jack Brisco y su hermano Gerald. Juntos, convencieron a Bollea para que probara suerte como luchador. Siendo fan de la lucha desde su niñez, Bollea aceptó. Entrenó durante casi dos años con Hiro Matsuda. Según Hogan, durante su primera sesión de entrenamiento, Matsuda sarcásticamente le preguntó: “¿Así que deseas ser luchador?” y deliberadamente le rompió la pierna.
Hogan hizo su debut profesional en Fort Myers, Florida, el 10 de agosto de 1977, compitiendo contra Brian Blair. Posteriormente, Terry usó una máscara y asumió el personaje del “Super Destructor,” un personaje que utilizaron, posteriormente otros luchadores.
En mayo de 1979, Hogan consiguió el Campeonato Mundial de los Pesos Pesados de la NWA tras derrotar a Ox Baker.

### World Wrestling Federation (1979-1980)
El 13 de noviembre de 1979, Bollea inició su carrera en la World Wrestling Federation (WWF). Vincent James McMahon, el dueño mayoritario de la Capitol Wrestling Corporation (entonces la casa matriz) le dio el apellido "Hogan". Originalmente, lo obligaron a teñirse el pelo de rojo, cuando empezó a perderlo, quiso conservar su color natural, que demostraría ser una parte crucial del carácter de Hogan más adelante en su carrera. La verdadera explicación para su apodo “Hulk Hogan”, el más conocido, era que muchos consideraban que Bollea era físicamente más grande que Lou Ferrigno, que protagonizaba entonces la serie de TV El Increíble Hulk. En un principio, Hogan luchó tres combates en Allentown (Pensilvania) durante uno de los shows de la televisión del maratón de la empresa. Salió victorioso en los tres; contra Harry Valdez (en el primero), Paul Figueroa (en el segundo) y Ben Ortiz (en el tercero). Un mes después, el 17 de diciembre, Hogan luchó contra Ted DiBiase, derrotándolo en 11 minutos y 12 segundos. En 1980 Hogan tuvo feudos con Bob Backlund, y con André the Giant, contra quien perdió (fue derrotado) en agosto en el Shea Stadium.

### American Wrestling Association (1981-1983)

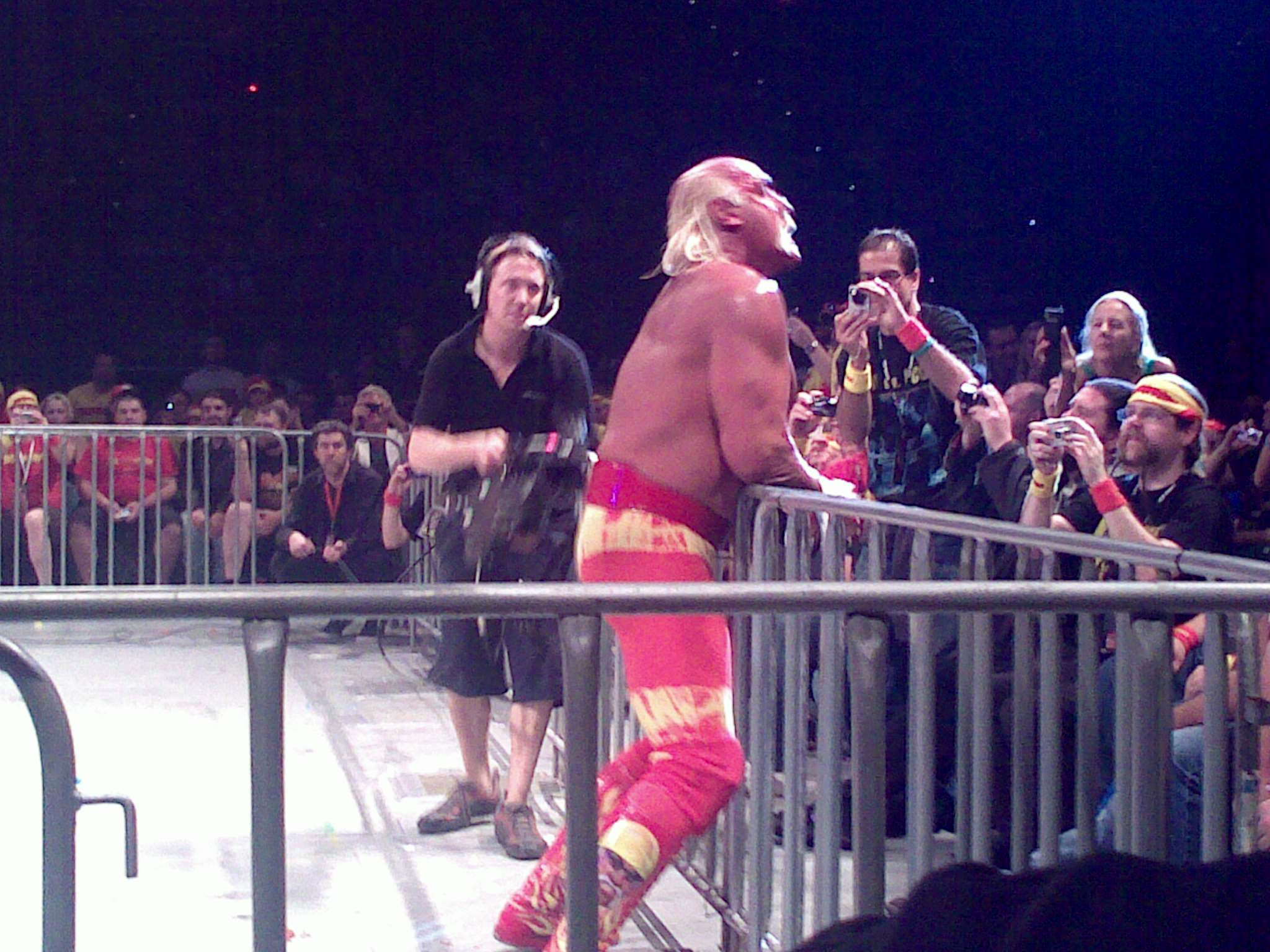
Hogan durante su lucha contra Ric Flair en 2009

Después de grabar su escena para la película Rocky III, Hogan hizo su debut en Minnesota en la American Wrestling Association, propiedad de Verne Gagne. Hogan comenzó su carrera en la AWA como un Heel, teniendo a Johnny Valiant como su mánager, pero las audiencias de la AWA amaron al carismático Hogan, y pronto se transformó en Face. En 1983, tuvo una contienda con el Campeón Mundial de la AWA Nick Bockwinkel y su mánager Bobby Heenan. Verne Gagne decidió mantener a Bockwinkel como campeón, Su argumento era que Hogan no era un luchador técnico de la "vieja escuela" y que por eso no le permitiría ser campeón. En varias ocasiones Hogan derrotó a Bockwinkel para ganar el título solo para que la decisión fuera revertida.
El 26 de diciembre de 1982 en Caracas, Venezuela participó en el Campeonato del Mundo de Lucha Libre Profesional y perdió contra Alejandro Rodrigo.
Alrededor de veintidós años más tarde, apenas antes de la inducción de Hulk Hogan al WWE Hall of Fame la revivida AWA bajo la autoridad de Dale Gagne, cedió y reconoció la legitimidad de los dos títulos que ganó Hogan tras haber derrotado a Nick Bockwinkel, haciéndole dos veces campeón de la AWA. Sin embargo esta resolución fue considerada, como nula, ya que la nueva AWA es generalmente considerada como un ente totalmente diferente a la antigua AWA propiedad de Verne Gagne Recientemente tras la salida de un DVD llamado The Spectacular Legacy of the AWA, entrevistas entre Hogan y Gagne muestran que todavía hay animosidad entre ambas partes, lo que indica la improbabilidad de que el título de la AWA haya sido instalado con carácter retroactivo en virtud del propietario original WWE también pidió una acción legal contra Dale Gagne, debido a la supuesta infracción, La WWE solo le reconoce 12 títulos mundiales a Hogan dejando por fuera los de la AWA.

### New Japan Pro Wrestling (1980-1983)

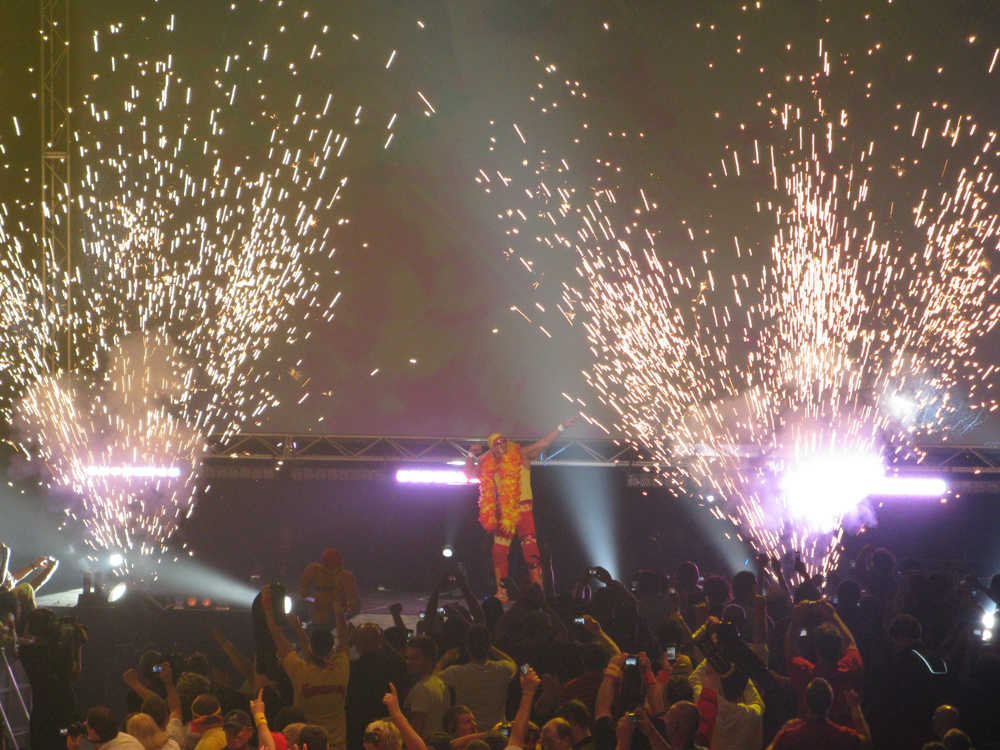
Hogan haciendo su entrada en Hulkamania Tour en 2009

Cuando llegó a Japón (New Japan Pro Wrestling) tuvo un éxito enorme. Los fanáticos japoneses de la lucha libre lo llamaron "Ichiban" (que traducido significa "El número Uno") Hogan apareció por primera vez en Japón el 13 de mayo de 1980, mientras aún estaba en la WWF. Viajaba al país de vez en cuando en los años siguientes, haciendo frente a una variedad de luchadores como: Tatsumi Fujinami, Roque Cañones, y Abdullah The Butcher. Cuando compitió en Japón, utilizó un repertorio diferente de movimientos de lucha en oposición a las maniobras utilizadas en Estados Unidos. Otra diferencia es que Hogan usó un running forearm (llamado the "Axe Bomb") Como su finisher en el Japón, en oposición a la running leg drop que ha sido su tradicional finisher en América.
El 2 de junio, de 1983, Hogan se convirtió en el primer ganador del "International Wrestling Grand Prix", derrotando al luchador japonés Antonio Inoki por knockout en la final de un torneo de 10 luchadores de todo el mundo los cuales eran considerados como unos de los mejores en sus respectivos países. A consecuencia de la victoria, Hogan se proclamó como el Primer Campeón Mundial de IWGP. Hogan e Inoki trabajaron también como parejas en Japón, ganando el prestigioso MSG Tag League tournament dos veces, en 1982 y 1983.

### World Wrestling Federation (1983-1993)

#### 1984-1986

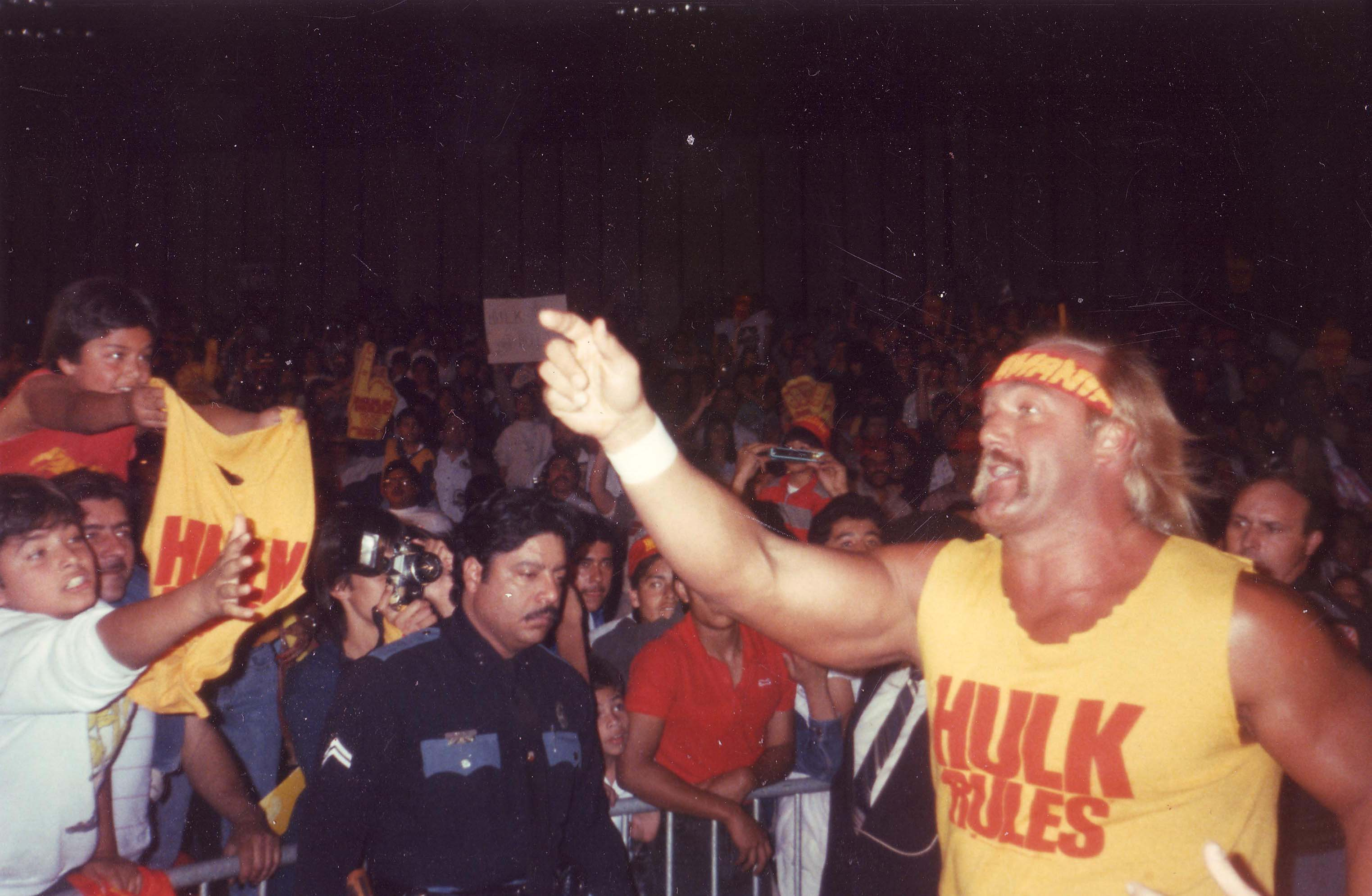
Hogan haciendo su entrada al ring a finales de los 80.

En 1983, Vince McMahon había comprado la WWF de su padre, con el propósito de convertirla en una compañía nacional usando el carisma de Hogan y la popularidad de su nombre poniéndolo como lo mejor. Hogan hizo su regreso a la WWF el 27 de diciembre, derrotando a Bill Dixon. El 7 de enero, de 1984, Hogan apareció en un programa de TV en Allentown, salvando a Bob Backlund de un ataque de 3 contra 1, cambiando de Heel a Face.
El 23 de enero, Hogan ganó el Campeonato de la WWF, derrotando a The Iron Sheik en el Madison Square Garden siendo el primer hombre en escapar del Camel Clutch (el movimiento de sumisión de Iron Sheik). El 31 de marzo de 1985 en el primer WrestleMania Hogan hizo equipo con Mr. T para derrotar a Roddy Piper & Paul Orndorff. El 11 de mayo de 1985 en la primera edición de Saturday Night's Main Event, Hogan defendió exitosamente el Campeonato de la WWF contra "Cowboy" Bob Orton en una lucha en que Hogan ganó por descalificación.
El 5 de octubre de 1985 Hogan defendió exitosamente el título contra Nikolai Volkoff en una flag match, el 7 de noviembre de 1985 Hogan derrotó a Roddy Piper en una lucha por el título de la WWF en Wrestling Classic por descalificación después de que Bob Orton interfiriera, reteniendo Hogan el título. A lo largo de 1986 tuvo muchos retadores, defendiendo el título exitosamente ante Terry Funk, "The Magnificient" Don Muraco, King Kong Bundy en una steel cage match en WrestleMania 2, Paul Orndorff, y Hércules Hernández
En el otoño de 1986, Hogan ocasionalmente participó en luchas de parejas en un equipo cómo Hulk Machine una copia de un luchador de New Japan Pro Wrestling llamado Super Strong Machine.

#### 1987-1989

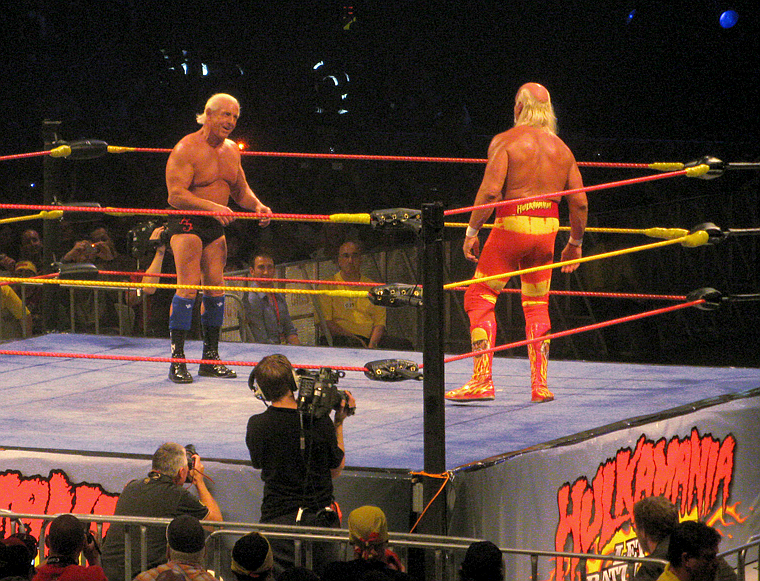
Momentos antes de la pelea entre Hogan y Flair en 2009

A principios de 1987 Hogan recibió un trofeo por ser el Campeón de la WWF durante tres años seguidos y, poco después, André The Giant recibió un trofeo más pequeño por permanecer "invicto en la WWF por 15 años". Sin embargo, André atacó a Hogan, cambiando a Heel, empezando ambos una contienda que les llevó a una lucha en WrestleMania III por el título; lucha que Hogan ganó. Como consecuencia del éxito del feudo entre Hogan y André, la WWF creó un PPV, Survivor Series. En su primera edición, el Team André (André the Giant, One Man Gang, King Kong Bundy, Butch Reed & Rick Rude) derrotó al Team Hogan (Hogan, Paul Orndorff, Don Muraco, Ken Patera & Bam Bam Bigelow).
Hogan perdió el cinturón ante André en NBC's "WWF The Main Event" el 5 de febrero de 1988, debido a una trampa de Ted DiBiase que consistió en utilizar a Earl Hebner (En lugar del árbitro designado, su gemelo hermano Dave Hebner). Después de que André aplicara un belly-to-belly suplex sobre Hogan, Hebner hizo el conteo a Hogan cuyo hombro izquierdo estaba claramente fuera del ring. Tras la pelea André le regaló el título a DiBiase, pero el presidente de la WWF Jack Tunney lo declaró vacante por primera vez en sus 25 años de historia.
En WrestleMania IV, Hogan participó en un torneo por el título vacante de la WWF donde enfrentó a André the Giant en los cuartos de final, pero la pelea terminó en una doble descalificación. Esa misma noche en el evento principal Hogan ayudó a "Macho Man" Randy Savage a vencer a Ted DiBiase en la final para ganar el Campeonato de la WWF.
Después Hogan, junto a Savage, y su mánager Miss Elizabeth formaron un equipo conocido como The Mega Powers, empezando un feudo con sus respectivos enemigos The Mega Bucks (Ted DiBiase & André the Giant), derrotándolos en el evento principal del primer SummerSlam.
Sin embargo, The Mega Powers, se desintegraron en 1989, debido a que Savage estaba celoso de Hogan y también a sus paranoicas sospechas de que Hogan y Elizabeth mantenían una relación. Todo esto empezó en el Royal Rumble, cuando Hogan accidentalmente eliminó a Savage en el Royal Rumble match.
Después Hogan y Savage tuvieron un feudo con The Twin Towers, y los derrotaron el 3 de febrero de 1989 en The Main Event, pero con controversia. Durante la pelea, Savage colisionó con Miss Elizabeth al tomar impulso de las cuerdas. Hogan la acompañó a los bastidores, ya que necesitaba atención médica abandonando a Savage. Hogan rápidamente regresó al ring, pero Savage lo golpeó y luego se fue, Hogan ganó la pelea luchando solo. Después de la pelea, Savage atacó a Hogan en bastidores, Esto empezó un feudo entre los dos. El cual terminó en WrestleMania V cuando Hogan venció a Savage para ganar su segundo campeonato de la WWF.
Luego Hogan protagonizó una película llamada No Holds Barred. La película fue la inspiración de un feudo con el coprotagonista Tom Lister, Jr., que apareció en varios eventos como su personaje Zeus. Zeus era un heel que estaba "celoso" de las mayores ganancias de Hogan y buscaba venganza. Hogan derrotó a Zeus con facilidad en varias luchas alrededor del país en 1989 empezando con una tag team match en SummerSlam 1989, cuando Hogan hizo equipo con Brutus Beefcake para derrotar a Zeus y a Savage. Luego Hogan y Beefcake derrotaron a Zeus y a Savage en una revancha en No Holds Barred PPV poniéndole fin al feudo.

#### 1990-1991

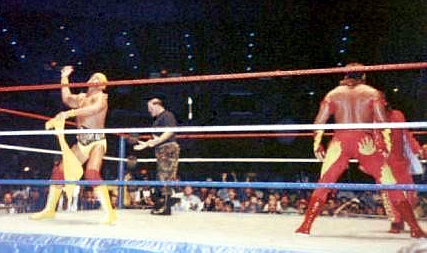
Hogan como Campeón de la WWF en un evento de la WWF junto a Brutus Beefcake.

El 25 de enero de 1990, Hogan ganó el Royal Rumble. Sin embargo, empezó un feudo con el Campeón Intercontinental The Ultimate Warrior, culminando en una title vs title match en WrestleMania VI, en la cual Warrior ganó ambos títulos.
Luego Hogan tuvo un feudo con Earthquake, que ganó fama por golpear las costillas de Hogan en un ataque en un programa llamado The Brother Love Show en mayo de 1990. En la televisión, los anunciadores explicaron que las heridas de Hogan y su derrota en WrestleMania VI ante The Ultimate Warrior consistía en una enorme baja en su espíritu de luchador y que su retiro estaba cerca. Hogan regresó en SummerSlam 1990 y por varios meses dominó a Earthquake en una serie de luchas por todo el país. Hogan se convirtió en el primer luchador en ganar dos Royal Rumble seguidos, cuando logró ganar el Royal Rumble de 1991.
En WrestleMania VII, Hogan derrotó a Sgt. Slaughter, para ganar su tercer Campeonato de la WWF. Aquí comenzó una de las épocas más oscuras del Hulskter como campeón. La WWE unió a Ultimate Warrior y Hogan contra Slaughter, Adnan y Mustafa, en una rivalidad absurda con el nuevo Sid Justice como árbitro. Posteriormente Hogan inició una contienda contra The Undertaker perdiendo el campeonato de la WWF en Survivor Series debido a la interferencia de Ric Flair. Solo seis días después Hogan recuperó el título en una pelea en el pay-per-view This Tuesday in Texas, ganando su cuarto campeonato de la WWF. Pero debido a la controversia al final de ambas luchas el título fue declarado vacante.

#### 1992-1993
En el Royal Rumble 1992 en la Royal Rumble match Hogan fue eliminado por Sid Justice fallando en su intento de recuperar el título.
Posteriormente Hogan hizo equipo con Sid Justice el 8 de febrero de 1992 en el WWE Saturday Night's Main Event para enfrentarse al nuevo campeón de la WWF Ric Flair y The Undertaker. Durante la lucha Sid se volvió Heel abandonando a Hogan, pero Flair golpeó al árbitro, lo que le dio a Hogan una victoria por descalificación. Esto empezó un feudo entre Hogan y Sid. En los siguientes meses Hulk Hogan anunció que estaba considerando retirarse de la lucha y que probablemente lo haría después de su lucha contra Sid en WrestleMania VIII. Hogan finalmente ganó la pelea vía descalificación debido a la interferencia del mánager de Sid Harvey Wippleman.
Hogan regresó a la WWF en enero de 1993, ayudando a su amigo Brutus Beefcake en su feudo contra Money Inc. (Ted DiBiase y Irwin R. Schyster) y oficialmente se hicieron llamar The Mega-Maniacs. En WrestleMania IX, Hogan y Beefcake se enfrentaron a Money Inc por el WWF Tag Team Championship, pero perdieron por descalificación. Esa misma noche Hogan ganó su quinto campeonato de la WWF tras cubrir a Yokozuna solo momentos después de que Yokozuna venciera a Bret Hart.
En el primer King of the Ring el 13 de junio de 1993 Hogan defendió el campeonato contra el antiguo campeón Yokozuna, en su primera defensa después de ganar el título en WrestleMania IX. Durante el transcurso de la pelea Yokozuna logró levantarse después de recibir el finisher de Hogan (Atomic Leg Drop). Luego un "fotógrafo japonés" (Harvey Wippleman) se aproximó a un Hogan distraído y lo cegó con su cámara. Permitiéndole a Yokozuna aplicarle un leg drop a Hogan y cubrirlo para la victoria. Después de su victoria, Yokozuna procedió a aplicarle a Hogan un Banzai Drop. mientras Yokozuna celebraba, Hogan fue llevado a bastidores. esta sería la última aparición de Hogan en un pay-per-view de la WWF/E hasta 2002, Hogan continuó con su feudo con Yokozuna hasta agosto de 1993.
Después en 1994, un escándalo de esteroides amenazó a la WWF y Hogan testificó en la corte que usó esteroides durante un periodo de 12 años, sin embargo, Hogan nunca acusó a McMahon de distribuirle esteroides, pero Hogan también testificó que el uso de esteroides fue importante en la WWF. Su testimonio mantuvo a McMahon fuera de prisión, pero perjudicó su imagen y la de la WWF.

### World Championship Wrestling (1994-2000)

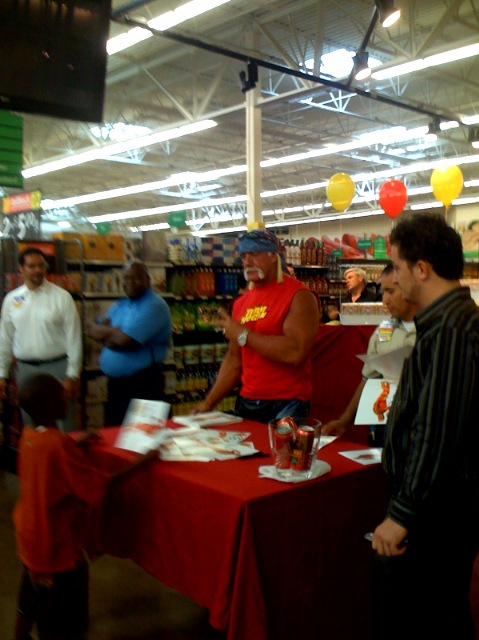
Hogan firmando autógrafos.

#### 1994-1995
En el verano de 1994 decidió abandonar la lucha por unos meses para concentrarse en roles en películas. televisión y en su familia, pero pronto volvería a luchar en junio de 1994 donde Hogan firmó un contrato con Ted Turner para aparecer en la World Championship Wrestling (WCW) Hogan ganó el WCW World Heavyweight Championship en su debut derrotando a Ric Flair en Bash at the Beach.
Después de vencer a Flair derrotó a The Butcher (su antiguo compañero Brutus Beefcake), Vader, y the Dungeon of Doom.
Luego perdió el título ante The Giant en Halloween Havoc 1995 vía descalificación. después de la controversial derrota el título de la WCW quedó vacante.

#### 1996-1998
A principios de 1996, Hogan tuvo una contienda con The Giant, y salió victorioso, pero después empezó a aparecer con menor frecuencia en la WCW. Durante este tiempo los fanes de la WCW empezaron a cansarse de ver a Hogan como el "hombre de rojo y amarillo" imagen que había utilizado durante 10 años en la WWF.
Esto conllevó a uno de los momentos más polémicos de la lucha libre, en el verano de 1996 durante una six man tag team match en Bash at the Beach, Hulk Hogan interfirió a favor de los The Outsiders (Kevin Nash y Scott Hall), atacando a Randy Savage. Esta acción convirtió a Hogan en un heel por primera vez en más de 10 años. Después de la pelea Hogan realizó una infame promo, dirigiéndose a los fanes y a la WCW de menospreciar su talento, esto terminó con el anuncio de Hogan de formar "New World Order of Wrestling (nWo)".
Después Hogan cambió su imagen dejándose crecer barba y pintándosela de negro, también empezó a vestirse de negro cambiando su nombre a Hollywood Hogan. Hogan ganó por segunda vez el WCW World Heavyweight Championship en Hog Wild, tras derrotar a The Giant. Luego empezó un feudo con Lex Luger después de que Luger y The Giant derrotaran a Hogan y a Dennis Rodman en una tag team match en Bash at the Beach 1997.
En la edición del 4 de agosto de 1997 de Nitro, Hogan perdió el título de la WCW ante Luger vía sumisión. Solo cinco días después en Road Wild, Hogan derrotó a Luger ganando por tercera vez el campeonato de la WCW.
Hogan perdió el título ante Sting en Starrcade. Durante la pelea Bret Hart acusó al árbitro Nick Patrick de hacer conteos rápidos para favorecer a Hogan(a un que el conteo fuera valido) y que la pelea debía ser reiniciada con él como árbitro. Sting ganó la pelea vía sumisión. La revancha fue la noche siguiente donde Sting retuvo el título de manera polémica, después de la pelea el título quedó vacante. Sting ganaría el título nuevamente tras derrotar a Hogan en SuperBrawl VIII.
Después Hogan inició una rivalidad con su antiguo amigo (y recientemente trabajador de nWo) Randy Savage, que le costó a Hogan su lucha por el título en SuperBrawl después de que lo golpeara con una lata de spray. Ambos se enfrentaron en una steel cage match en Uncensored 1998, lucha que terminó sin decisión.
El 19 de abril de 1998 Savage ganó el campeonato de la WCW tras derrotar a Sting en Spring Stampede 1998, mientras Hogan hizo equipo con Kevin Nash para enfrentarse a Roddy Piper y The Giant en la primera Bat match. Marcando el rompimiento del nWo original, Hogan traicionó a Nash golpeándolo con el bate y retó a Savage por el título. La noche siguiente en una no disqualification match Nash entró al ring y aplicó un powerbomb a Hogan como venganza por el ataque sufrido la noche anterior después Bret Hart se volvió heel atacando a Savage y ayudando a Hogan a obtener su cuarto campeonato de la WCW.
El 6 de julio de 1998 Hogan perdió el título ante el WCW United States Champion Bill Goldberg, que estaba invicto en la compañía. Durante la pelea Hogan fue distraído por Karl Malone lo que le permitió a Curt Hennig, que se encontraba cerca del ring aplicarle un spear seguido de un jackhammer de Goldberg que cubrió a Hogan para obtener su primer y único campeonato de la WCW.
Hogan pasó el resto de 1998 luchando en "celebrity matches", hizo equipo por segunda vez con Dennis Rodman para enfrentarse a Diamond Dallas Page y Karl Malone en Bash at the Beach 1998 en Road Wild 1998, hizo equipo con Bischoff perdiendo ante Page y Jay Leno debido a la interferencia de Kevin Eubanks.
Hogan también tuvo una revancha contra Warrior en Halloween Havoc 1998, donde su sobrino Horace le ayudó a obtener la victoria. En el episodio de acción de gracias de The Tonight Show with Jay Leno, Hogan anunció oficialmente su "retiro" de la lucha libre profesional.

#### 1999-2000

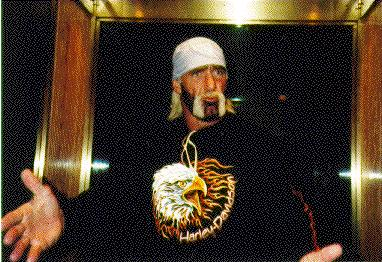
Hogan en la WCW.

Después de estar más de seis meses ausente de la WCW un todavía "retirado" Hogan regresó en la edición del 4 de enero de 1999 de Nitro para retar a Kevin Nash por el título de la WCW, Hogan derrotó a Nash para ganar su quinto Campeonato de la WCW, este momento fue conocido como el "Fingerpoke of Doom", ya que Hogan solo toco a Nash con el dedo, Nash se lanzó a al suelo del ring y Hogan le aplico la cuenta de 3. Tras el combate, todos los miembros de la NWO se reunieron para celebrar la victoria de Hogan, después Goldberg apareció para atacar a Hogan y al resto de la nWo (debido a que Goldberg perdió su invicto contra Nash), sin embargo, Lex Luger quien apareció para supuestamente ayudar a Goldberg contra Hogan y la nWo, atacó a Golgberg, uniéndose a Hogan y a la nWo. 
Después de la victoria de Hogan, el comentarista Tony Schiavone anunció que en la WWF, Mick Foley ganó el Título de la WWF, según muchos, estos dos momentos (la victoria de Hogan con el "Fingerpoke of Doom" y la mención del resultado de Foley en la WWF) fue lo que hizo que la WCW perdiera su audiencia y que la WWF ganara las "Monday Night's War's".
Hogan perdió el título ante Ric Flair en Uncensored 1999 en una Steel Cage First Blood match. Flair ganó vía pinfall con ayuda del árbitro Charles Robinson. Durante esa pelea Hogan empezó a mostrar un comportamiento diferente.
En la edición del 12 de julio de Nitro, Hogan hizo su regreso como face y aceptó un desafío de Savage, que había ganado el título en Bash at the Beach 1999 la noche anterior. En su lucha contra Savage Hogan ganó su sexto y último campeonato de la WCW gracias a la interferencia de Nash.
El 9 de agosto de 1999, Hogan volvió a usar su tradicional ropa roja y amarilla para el evento principal. Después, lesiones y frustraciones lo mantuvieron ausente hasta febrero de 2000. Después de su regreso en febrero de 2000 en Bash at the Beach, Hogan estuvo envuelto en un incidente con Vince Russo, siendo despedido. Tan solo un año después, la WCW desapareció.

### Circuito independiente (2001, 2003, 2007, 2009)
En los meses siguientes después de su salida de la WCW en marzo de 2000, se sometió a una cirugía en las rodillas para poder pelear. Como prueba, aceptó un combate por parte de la XWF en Orlando, Florida, donde derrotó a Curt Hennig. Tras este combate, aceptó una oferta de la WWF para regresar a tiempo completo en febrero de 2002. Unos meses después, Hulk Hogan trabajó para New Japan Pro Wrestling, venciendo a Masahiro Chono en el evento Ultimate Crush II. De acuerdo a varias informaciones, Hulk Hogan estuvo considerando aparecer en el evento Bound for Glory 2003 de la Total Nonstop Action Wrestling, pero en un programa de radio en diciembre de 2006 dijo que debido a problemas en la rodilla que requerían cirugía, la negociación no pudo llevarse a cabo. En 2007, la empresa Memphis Wrestling contactó con él para realizar un combate contra Jerry Lawler en el Mid-South Coliseum. Sin embargo, el 12 de abril de 2007 Lawler anunció en una conferencia de prensa que la WWE no le permitiría luchar contra Hogan. Lawler fue reemplazado por el Big Show, al cual Hogan derrotó en PMG Clash of Legends el 27 de abril de 2007. En noviembre de 2009, Hogan preparó un tour por Australia con superestrellas como Mr. Kennedy, Nick Dinsmore, Shannon Moore, Orlando Jordan o Umaga. En el main event, Hogan derrotó a Ric Flair tras darle con un puño americano.

### World Wrestling Federation/ Entertainment (2002-2003, 2005-2007)

#### 2002-2003

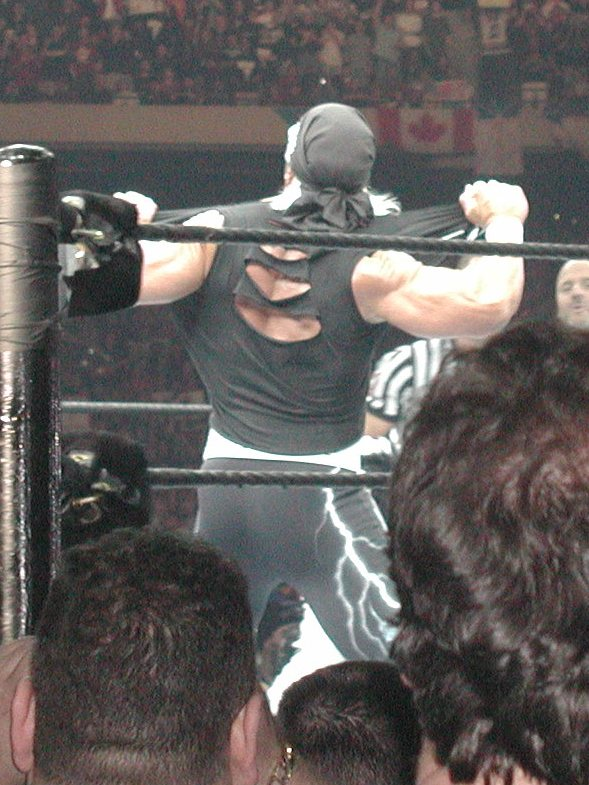
"Hollywood" Hulk Hogan en WrestleMania X8.

En No Way Out 2002 el 17 de febrero, Hogan volvió a la compañía WWF. Hizo su regreso como líder de la nWo original, junto a Scott Hall y Kevin Nash, teniendo una confrontación con The Rock, costándole a Steve Austin su lucha por el Campeonato Indiscutido de la WWF de Chris Jericho en el evento principal.
En WrestleMania X8, Hogan participó en su primera lucha individual contra The Rock, ésta fue la única vez en su carrera que Hogan luchó en WrestleMania como heel. En el SkyDome hubo una presencia récord de 68.237 aficionados que favorecieron a Hogan sobre The Rock, cambiándolo a face durante la pelea, sin embargo, fue derrotado. Después del combate se convirtió en face de manera definitiva al reconocer su derrota y al felicitar a The Rock, lo cual generó el disgusto de Hall y Nash, entonces actuó para defender a Rock de un ataque injusto. Al poco, regresó a su atuendo amarillo y rojo.
Hogan tuvo un reinado de un mes de duración como Campeón Indiscutido en la primavera de 2002 después de vencer a Triple H en Backlash. Durante su reinado, la World Wrestling Federation cambió su nombre a World Wrestling Entertainment (WWE), convirtiendo a Hogan en el último campeón de la WWF y en el primero de la WWE.
Sin embargo, perdió el título ante The Undertaker en Judgment Day. El mes siguiente, en el PPV de King of the Ring, Hogan se enfrentó a Kurt Angle en una lucha en que Angle lo derrotó con su Angle Lock, siendo la primera vez que Hogan perdía una lucha en la empresa por sumisión.
En la edición del 4 de julio de 2002 de SmackDown!, Hogan formó equipo con Edge para derrotar a Billy y Chuck y ganar el Campeonato en Parejas de la WWE por primera y única vez. Sin embargo, los perdieron ante The Un-Americans (Lance Storm & Christian), en Vengeance 2002.

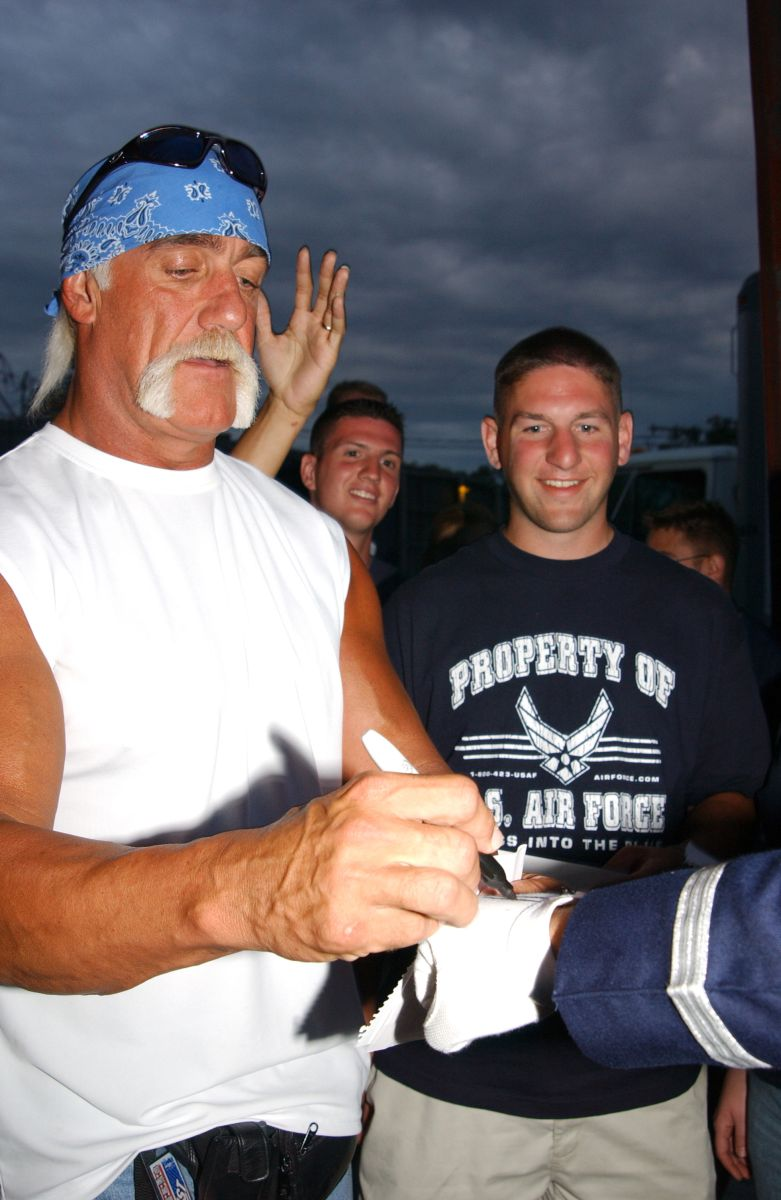
Hulk Hogan firmando un autógrafo.

Después de un feudo con Brock Lesnar, en el cual Lesnar derrotó a Hogan en agosto de 2002, Hogan estuvo inactivo. Hizo su regreso a principios de 2003 para pelear contra The Rock una vez más en No Way Out, siendo derrotado. tras esto, empezó un contienda con Vince McMahon, a quien derrotó en WrestleMania XIX a pesar de las interferencias de Roddy Piper. Después cambió su nombre a Mr. America que era un personaje enmascarado, sin embargo, negó ser Hulk Hogan. El 1 de mayo de 2003, Mr. America debutó en SmackDown! en el segmento de Piper's Pit. Vince apareció y afirmó disgustado (Kayfabe) que Mr. America era Hulk Hogan y Mr. America contestó: "Yo no soy Hulk Hogan, hermano!".
El feudo continuó durante el mes de mayo, con una pelea entre Mr. America y su antiguo rival Roddy Piper en Judgment Day. Vince trató desesperadamente de probar que Mr. America era Hulk Hogan, pero falló en todos sus intentos, Mr. America incluso pasó la prueba del polígrafo (Kayfabe).
La última aparición de Mr. America en la WWE fue en la edición de SmackDown! del 26 de junio de 2003 cuando The Big Show, Shelton Benjamin y Charlie Haas derrotaron al equipo de Brock Lesnar, Kurt Angle y Mr. America en un Six Man Tag Team Match después de que The Big Show cubriera a Mr. America. Después de que el evento terminara, Mr. America se quitó la máscara para mostrarle a los fanes que él era Hulk Hogan. La siguiente semana Hogan dejó la WWE en frustración con el equipo creativo.
En la edición del 3 de julio de 2003 de SmackDown!, Vince McMahon mostró el video de Mr. America desenmascarado como Hogan y lo "despidió". Durante varios meses después, la WWE hizo una publicidad exagerada poniendo a The Big Show como el hombre que retiró a Hogan en el Madison Square Garden (donde se llevó a cabo una six-man tag team match), para de darle a The Big Show una mayor credibilidad.

#### Apariciones esporádicas (2005-2007)
En 2005, semanas antes de WrestleMania 21, se anunció que Hogan sería exaltado al Hall of Fame. En WrestleMania 21 el 3 de abril, Hogan hizo una aparición rescatando a Eugene, que estaba siendo atacado por Muhammad Hassan y Khosrow Daivari.
El 4 de abril en RAW, Hassan y Daivari atacaron a Shawn Michaels. La semana siguiente, Michaels se aproximó al General General de RAW Eric Bischoff pidiendo una handicap match contra Hassan y Daivari. Bischoff lo rechazó, pero le dijo a Michaels que si encontraba un compañero le garantizaba una tag-team match. Michaels le pidió a Hulk Hogan que regresara e hiciera equipo con él. En el episodio de RAW del 18 de abril Hassan atacó de nuevo a Michaels hasta que Hogan apareció para salvar a Michaels y aceptar su oferta. En WWE Backlash, Hogan y Michaels derrotaron a Hassan y Daivari.

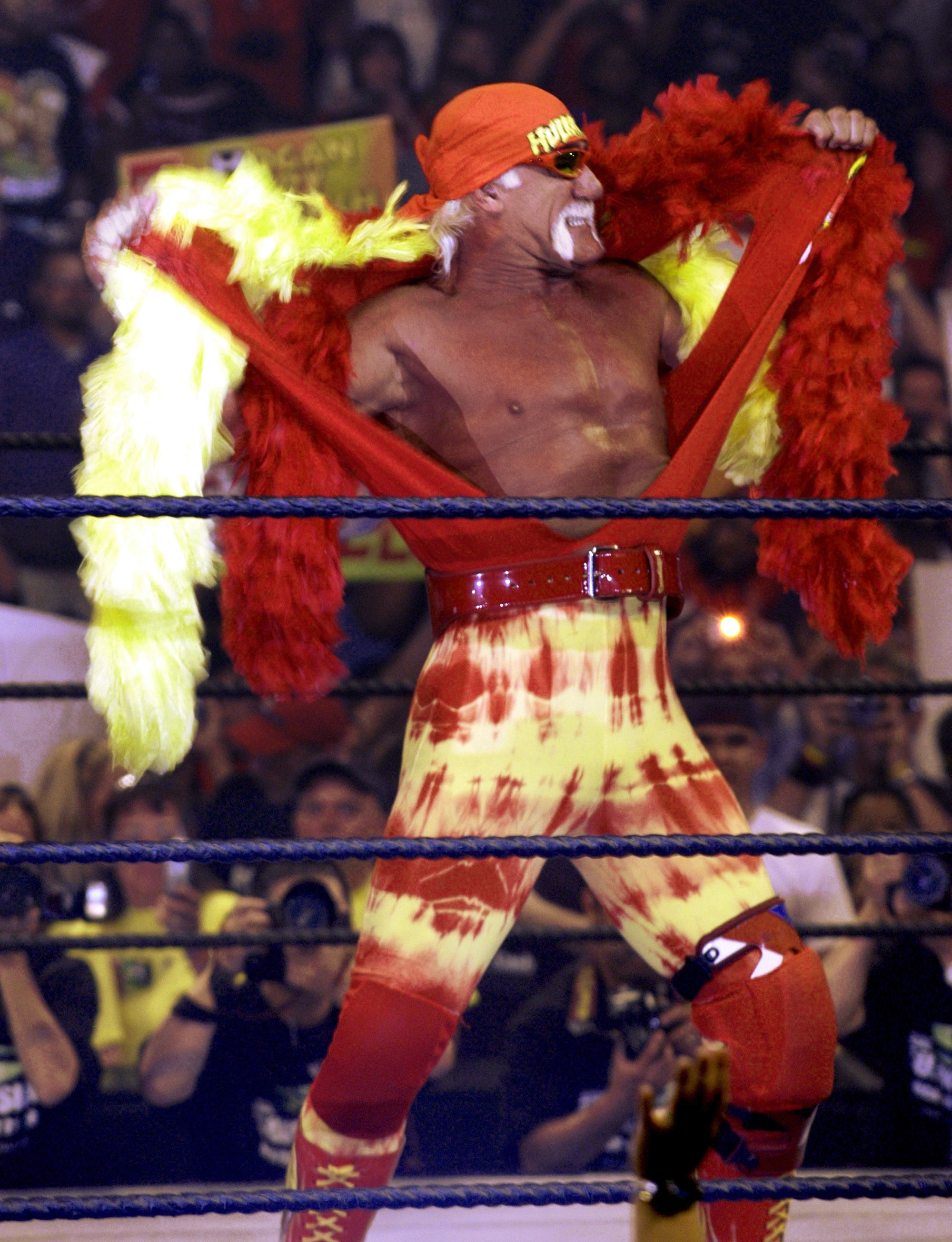
"Hollywood" Hulk Hogan haciendo su entrada en SummerSlam 2005.

Luego Hogan apareció el 4 de julio de 2005 en RAW donde hizo una aparición especial junto a Carlito en su sección "La Cabaña de Carlito". Después de que Carlito le preguntara por cuestiones concernientes a su hija Brooke, Hogan atacó a Carlito. Esto fue seguido por una aparición de Kurt Angle, que hizo comentarios sobre Brooke, Hogan fue atacado por Carlito y Angle, pero fue salvado por Shawn Michaels. Esa misma noche, Shawn Michaels y Hogan derrotaron a Carlito y a Kurt Angle en una tag team match. Después de la pelea Michaels aplicó un Sweet Chin Music a Hogan.
La semana siguiente en RAW, Michaels apareció en el segmento "Piper Club" y retó a Hogan a una pelea. La semana siguiente Hogan apareció en RAW y aceptó el reto. La pelea fue el 21 de agosto en el evento principal de SummerSlam 2005 lucha que fue ganada por Hogan. Después de la pelea ambos luchadores estrecharon sus manos en señal de respeto.
Hogan regresó el 15 de julio, en la edición de 2006 de WWE Saturday Night's Main Event con su hija Brooke. Durante el show, Randy Orton flirteó con la hija de Hogan para después retar a Hulk a una lucha en SummerSlam 2006, que Hogan ganó.
En diciembre de 2007, hizo una aparición en el 15º aniversario de RAW, donde ayudó a Hornswoggle, derrotando a The Great Khali.

### Total Nonstop Action Wrestling (2009-2013)
El 27 de octubre de 2009, fue anunciado en TNAwrestling.com, que Hogan había firmado un contrato a tiempo completo con la Total Nonstop Action Wrestling, haciendo su debut el 4 de enero en TNA iMPACT!. Durante este tiempo, ayudó a Abyss a superar sus temores, ayudándole en su feudo contra AJ Styles y Ric Flair, luchando ambos contra Styles & Flair el 8 de marzo de 2010, perdiendo una pelea por la intervención de Sting, pero ganando la revancha esa misma noche. En Bound for Glory, Hulk Hogan cambió a heel junto a Jeff Hardy, Jeff Jarrett y Eric Bischoff tras darle una muleta a Jeff Hardy permitiéndole ganar el Campeonato Mundial Peso Pesado de la TNA por primera vez en su historia.
Luego, desapareció de televisión durante unas semanas, ya que él y Carter se enfrentaron en los tribunales por el control legal de TNA (kayfabe), finalizando cuando el juez le dio la razón a Hogan y pasó a controlar el 100 % de la empresa. Tras esto, tuvo un feudo con Mr. Anderson, a quien intentó convencer de que se uniera a Immortal, pero lo rechazó. En Lockdown, interfirió en la lucha por el Campeonato Mundial del Peso Pesado entre Sting, Rob Van Dam y Anderson, pasándole un tubo a Van Dam para que ganara y se uniera a Immortal, pero lo rechazó. Luego empezó un feudo con Sting, quien quería que Hogan volviera a ser el mismo de siempre. En Bound for Glory, ambos se enfrentaron en un combate donde, si perdía Hogan, le daría el control de la TNA a Dixie Carter. Hogan se rindió después de un "Scorpion Deathlock" de Sting y, tras el combate, Immortal acudió a atacar a Sting. Sin embargo, Hogan cambió a face, ayudando a Sting y atacando a Immortal, saliéndose del stable.
Tras esto, se tomó un descanso hasta el 26 de enero de 2012, donde regresó en un combate en un house show en Nottingham, Inglaterra, donde él, Sting & James Storm derrotaron a Bobby Roode, Bully Ray & Kurt Angle. Regresó a Impact Wrestling el 2 de febrero, revelándose como el entrenador secreto de Garett Bischoff. El 29 de marzo, aceptó el puesto de General Manager de Impact Wrestling, sustituyendo a Sting. En julio, él y Sting empezaron un feudo con el misterioso grupo conocido como "Aces & Eights". El grupo atacó a Hogan el 12 de julio en Impact Wrestling, lesionándole (kayfabe). En realidad, esta lesión se hizo para explicar su ausencia, ya que tuvo que volver a someterse a una cirugía de espalda. Hizo su regreso como Hollywood Hogan el 23 de agosto, atacando a Aces & Eights.
Sin embargo, en noviembre empezaría una storyline con Bully Ray después de que Austin Aries revelara que tenía una relación con su hija Brooke. Tras verlos a ambos besarse en el aparcamiento el 20 de diciembre, Hogan suspendió a Ray sin empleo y sueldo el 3 de enero de 2013. La semana siguiente, después de que Ray salvara a Brooke de un secuestro de Aces & Eights, ella aceptó su proposición de matrimonio a pesar de los recelos de Hogan. Ambos se casaron la semana siguiente. Sin embargo, uno de los amigos de Ray, Taz interumpió la boda y se reveló como un miembro de Aces & Eights, haciendo que el grupo atacara al resto de invitados. Debido a esto, el 31 de enero le levantó la suspensión a Ray para que se enfrentara a ellos. El episodio de Impact Wrestling del 21 de febrero, Hogan nombró a Ray el aspirante número 1 al Campeonato Mundial Peso Pesado de TNA. Sin embargo, en Lockdown, Ray traicionó a los Hogan al atacar a Hardy con un martillo y ser ayudado por Aces & Eights, ganando el título y revelándose como el presidente del grupo. Tras esto, Hogan culpó a Sting por lo sucedido, ya que fue él quien le convenció para que le diera la oportunidad, diciéndole que se marchara de la empresa. El 25 de abril Sting hizo su regreso, salvando a Hogan de un ataque de Aces & Eights. Esto hizo que ambos se reconciliaran la semana siguiente. El 3 de octubre de 2013, Dixie Carter obligó a Hulk a elegir si estar con ella o no en su forma de llevar la empresa. Hogan decidió no estar con ella, por lo que fue despedido por Carter (kayfabe). Sin embargo, esto se hizo para cubrir su salida de la empresa, ya que su contrato expiró y no llegaron a un acuerdo para renovarlo.

### WWE (2014-2015, 2018-2019)

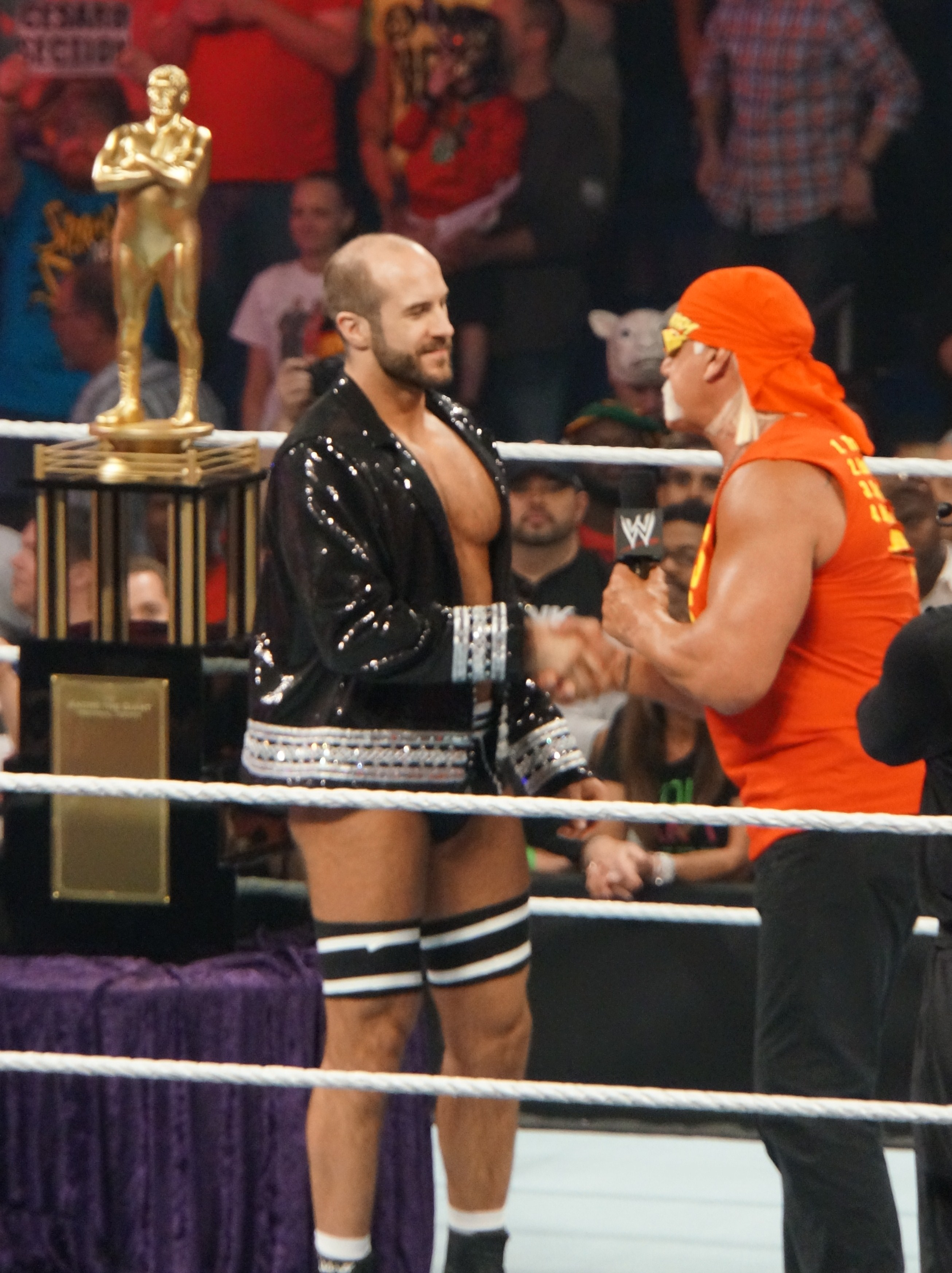
Hogan felicitando y entregando el trofeo en honor a André The Giant a Cesaro tras la Batalla real de 30 hombres celebrada en WrestleMania 30.

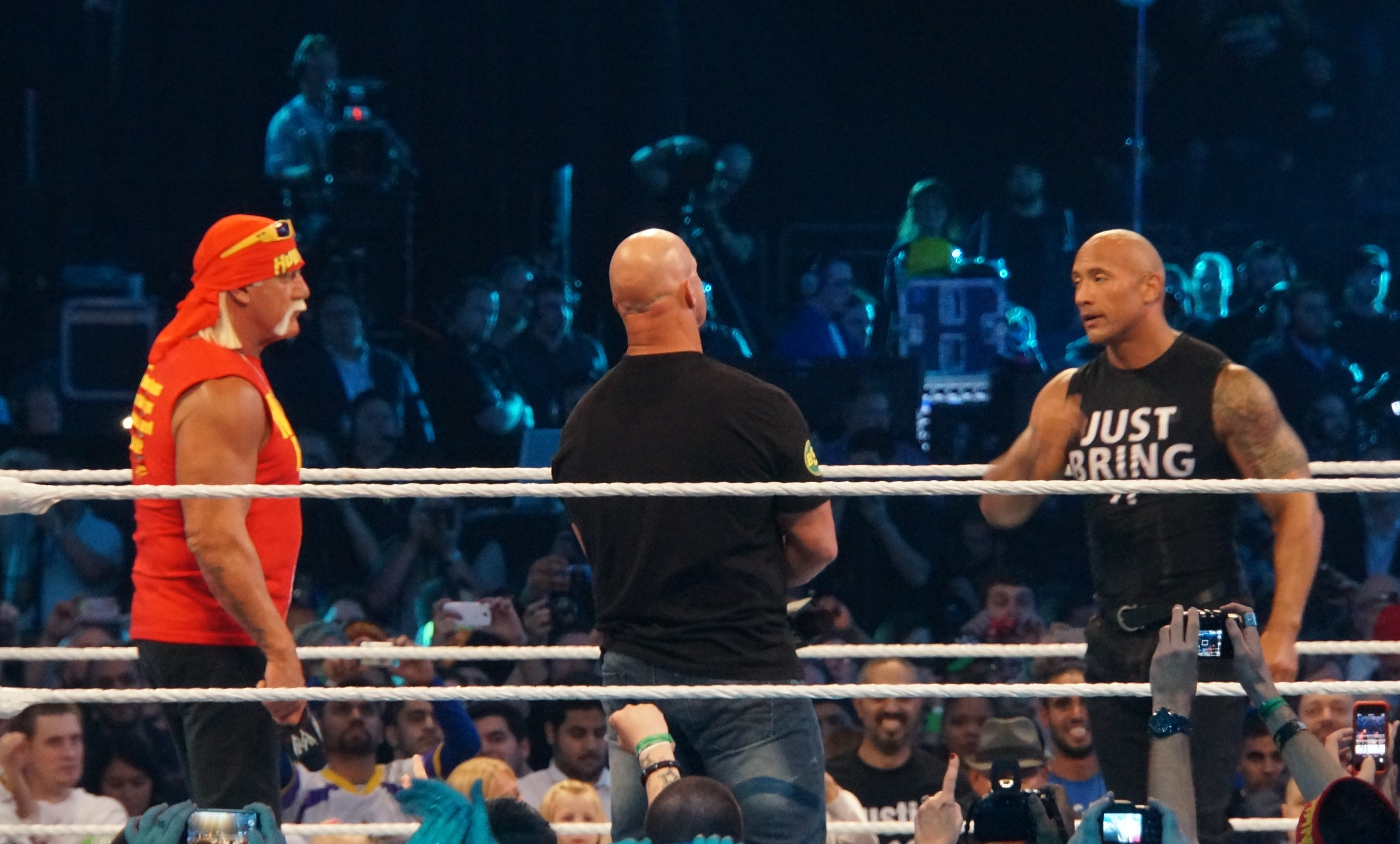
Hogan junto a The Rock y Steve Austin
haciendo una promo especial en la apertura de WrestleMania 30.

El 23 de febrero durante el evento Elimination Chamber 2014, Bad News Barrett anunció que Hogan había firmado con la WWE. 
El 24 de febrero, regresó a Raw promocionando WWE Network y anunciando que sería el anfitrión de WrestleMania XXX. Dos semanas después volvió y anunció un Battle Royal de 30 superestrellas en honor a Andre The Giant y quien ganara se llevaría un trofeo en honor al nombrado. En el mismo programa acompañó a John Cena en el feudo con The Wyatt Family.
El 6 de abril en WrestleMania XXX apareció con The Rock y Stone Cold Steve Austin al principio de WrestleMania XXX para hacer un anuncio promocional antes del evento, cerrando el panorama con los 3 bebiendo cerveza para dar inicio al show. El 7 de abril en Raw apareció para otorgarle el trofeo en memoria de Andre The Giant a Cesaro el eventual ganador de esta. El 11 de agosto en la emisión de programa Raw Hulk Hogan regresó festejando su cumpleaños donde fue felicitado por sus viejos compañeros de equipo NWO y otras leyendas de la WWE; sin embargo, Brock Lesnar y Paul Heyman irrumpieron su fiesta. John Cena salió a defenderlos logrando ahuyentar a Lesnar.
En WrestleMania 31, interfirió junto a NWO (Scott Hall y Kevin Nash) para atacar a DX (Road Dogg, Billy Gunn, X-Pac y Shawn Michaels) en el combate de Triple H contra Sting.
El 23 de julio la WWE eliminó a Hogan de cualquier evento en el que participaba, tales como su participación como juez en Tough Enough y toda referencia hacia el exluchador, dando la impresión de que había sido despedido de la compañía. Poco después se informó sobre un video de Hogan haciendo comentarios racistas, lo que hizo sospechar que fue el motivo por el cual la WWE eliminó toda participación del Hall of Famer. Ante esto, Hogan escribió en su Twitter lo siguiente: 
"En la tormenta libero el control, Dios y su Universo me conducirán a donde él quiera que yo esté. Un amor".
Horas después la WWE realizó un comunicado oficial confirmando que la compañía había terminado todo lazo con el Hulkster.
En enero de 2018 Hulk Hogan anunció durante una entrevista que tenía intención de regresar a WWE y a su vez, esta misma anunció que la sanción a Hulk Hogan había finalizado, volviendo a incluirlo como miembro del Hall of Fame. Ese mismo año, en el pago por visión Crown Jewel celebrado en Arabia Saudita, Hogan regresó como el anfitrión del evento.
El 7 de enero de 2019, en Raw, Hogan apareció para brindar un homenaje a, su viejo amigo y colega, "Mean" Gene Okerlund, que había fallecido cinco días antes. Posteriormente, participó en un especial de WWE Network donde habló más sobre su relación con Okerlund.
El 6 de abril de 2019, Hogan indujo a su compañero de equipo y amigo de toda la vida, Brutus Beefcake, en el Salón de la Fama de la WWE. La noche siguiente, en WrestleMania 35, hizo una aparición sorpresa al comienzo del evento junto a la anfitriona de WrestleMania, Alexa Bliss, dándole la bienvenida a los fanáticos. El 22 de julio de 2019, en Raw, al igual que muchas otras leyendas de la compañía, apareció como parte del especial "Raw Reunion".

## Cine, televisión y entretenimiento

### Roles en televisión y películas

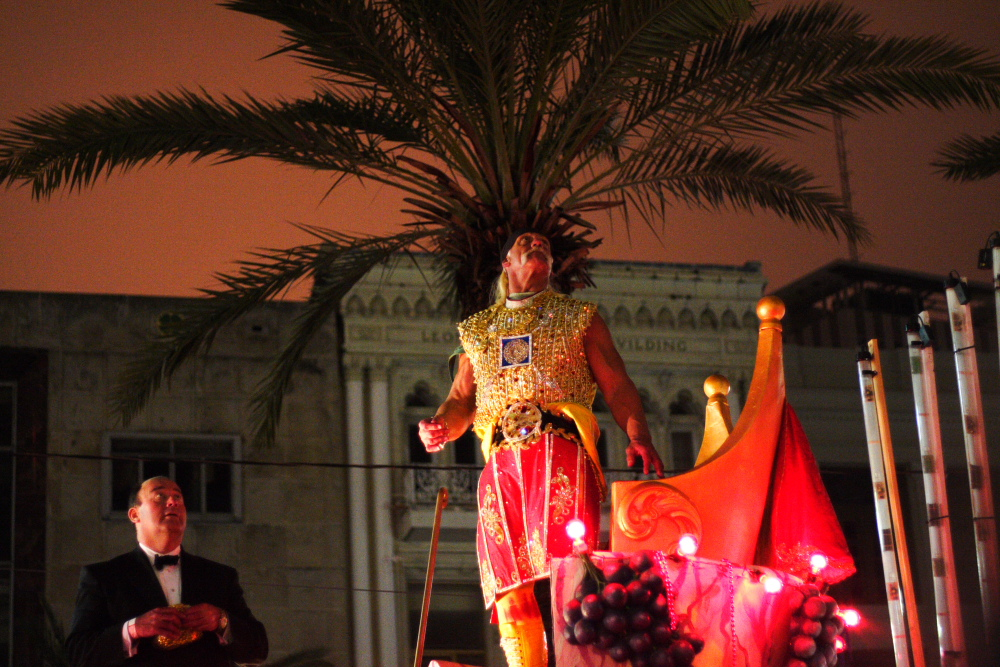
Hulk Hogan como el King of Baccus Parade en el Carnaval de New Orleans.

La popularidad sin barreras de Hulk Hogan le consiguió algunos papeles en series televisión y películas. En 1982 apareció en Rocky III, donde hace el papel de Thunderlips, quien hace un combate benéfico contra Rocky (Sylvester Stallone); en 1989 protagonizó No Holds Barred, donde actuaba como un famoso luchador profesional. Además de eso, apareció en las películas Suburban Commando bajo el papel de un superhéroe intergaláctico, Mr. Nanny como un luchador profesional retirado que hace de guardaespaldas de su amigo, en Santa with Muscles donde hace el papel de una persona que tiene amnesia y se cree Santa Claus y en 3 Ninjas: High Noon at Mega Mountain (La última película de la saga de los 3 ninjas) como Dave Dragon. En 1994 protagonizó su propia serie llamada Thunder in Paradise, una serie que trata sobre unos mercenarios que trabajan en el Golfo de Florida y también trabajó en The Ultimate Weapon (1998), en donde también aparece Brutus Beefcake en un cameo.al igual tuvo una aparición en el programa Small Wonder).
Hogan también actuó en Colma: The Musical (2006) en donde hacía el papel de un hombre viejo de un bar que canta y baila cuando está solo. Hogan también hizo apariciones en varios episodios pilotos de series de televisión, sobresaliendo las series de la TNT, producidas por Eric Bischoff. En las películas, Assault on Devil's Island y Shadow Warriors: Hunt for The Death Merchant, participó junto a Carl Weathers y Shannon Tweed como un equipo de mercenarios. En 1995, apareció en la serie de TBN Kids Against Crime.

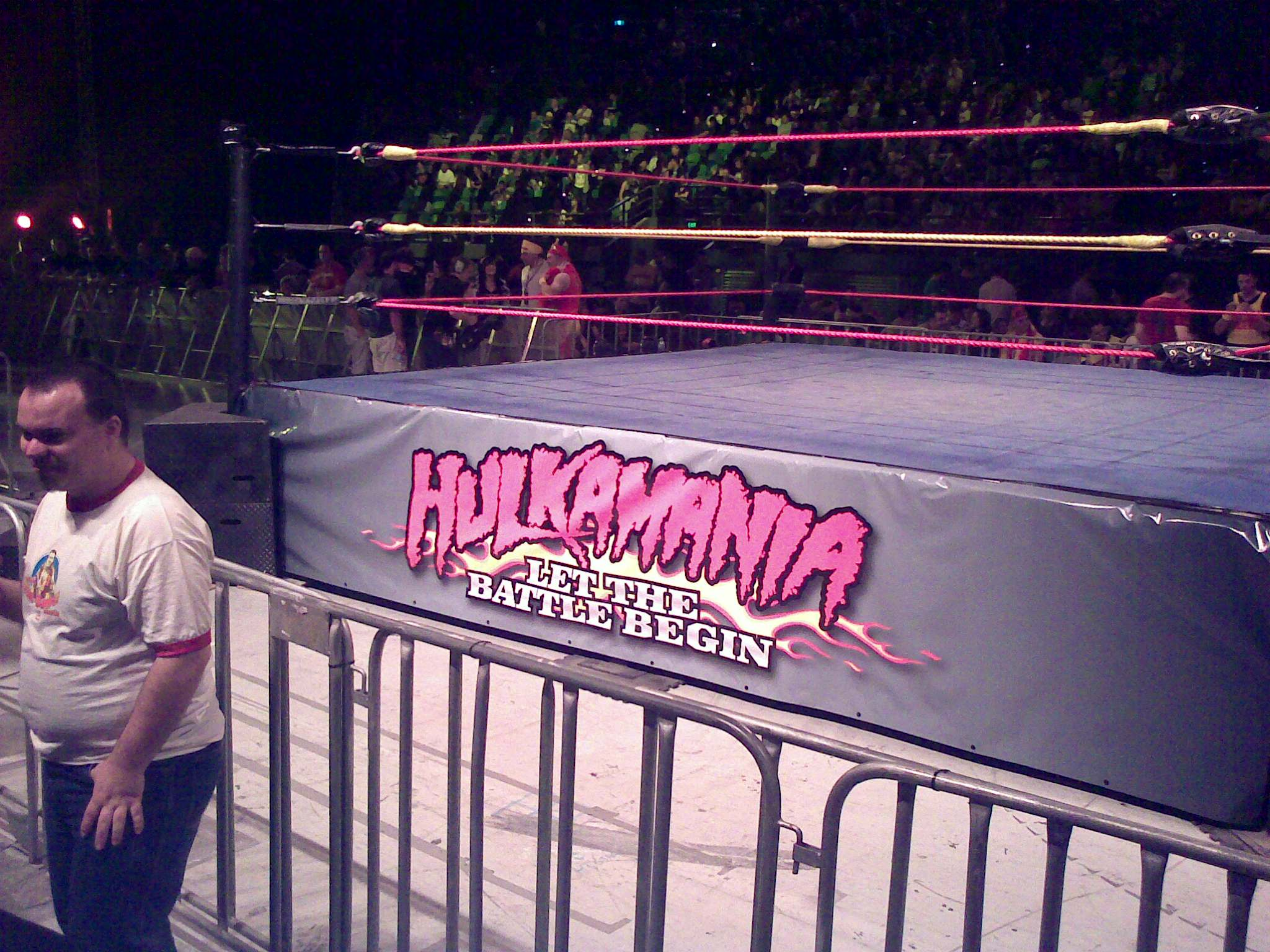
El ring de Hulkamania, el tour de Hulk Hogan llevado a cabo en Australia en noviembre de 2009.

Hogan también hizo cameos en las películas Muppets from Space, Little Monsters, Gremlins 2: The New Batch y Spy Hard como él mismo. También le fue ofrecido hacer el papel de Zeus en la película Little Hercules in 3D en un episodio de Hogan Knows Best y fue mostrado durante la filmación de la película.
También apareció en dos episodios de la serie de televisión El Equipo A, además de prestar su voz junto con Roddy Piper en la serie de Robot Chicken. También apareció en un episodio de Walker, Texas Ranger en 2001 como un criminal reformado que actúa en un Centro Comunitario Cristiano y ayuda a Walker.
También fue el presentador del programa American Gladiators de la NBC en 2008, serie en la cual una serie de concursantes intentan pasar una serie de pruebas y del reality show, Hulk Hogan's Celebrity Championship Wrestling, un reality en el cual se enseña a una serie de personas a luchar.
En 2012, fue contactado por Seth MacFarlane para ser la estrella invitada en su programa American Dad como el mismo.

### Hogan Knows Best
El 10 de julio de 2005, VH1 creó un nuevo reality show llamado Hogan Knows Best el cual se centraba en Hulk Hogan, su esposa Linda y sus dos hijos Brooke y Nick. Era rodado en su casa de Clearwater, Florida, donde mostraba la vida de la familia. Durante el programa, la hija de Hogan, Brooke, intentó entrar en la industria de la música, mientras que su hijo Nick intentó cumplir varios sueños suyos, entre ellos ser un conductor de carreras de coches y seguir los pasos de su padre en la lucha libre profesional.
En julio de 2008, Hogan Knows Best cambió su título y su temática, llamándose Brooke Knows Best, centrándose en la vida como estrella de la música de Brooke, su hija.

### Música
Hogan sacó a la venta tres discos llamados, Hulk Rules, As Hulk Hogan y The Wrestling Boot Band.

### Videojuegos
Hulk Hogan ha aparecido en varios videojuegos de lucha libre profesional: el primero de todos fue MicroLeague Wrestling (1987), en las recreativas WWF Superstars (1989) y Wrestle Fest (1991) y Legends of Wrestlemania (2009), Legends of Wrestling, SmackDown vs Raw 2006-2007 (como una leyenda desbloqueable), WCW Nitro, WCW vs. NWO World tour, Super Wrestlemania, Day of Reckoning 2 y como contenido desbloqueable en WWE SmackDown vs. Raw 2007.
Luego en el 2010 fue un contenido para desbloquear exclusivo de Nintendo DS! del videojuego TNA iMPACT!.
También aparece en el videojuego WWE All Stars.
También sale en Road Of Wrestlemania X8, WWE Survivor Series como contenido desbloqueable y Legends of Wrestling 2 en GBA (Gameboy Advance).
También aparece en WWE SmackDown! Shut Your Mouth como Hollywood Hulk Hogan formando parte del Stable New World Order.
También sale en TNA iMPACT! WRESTLING en móvil touch como contenido desbloqueable.
En 2012 dobló al personaje Angel DeLaMuerte en Saints Row: The Third.
También es un personaje jugable en WWE 2K14.
El videojuego de arcade Vendetta posee un personaje jugable que está basado en el mismo luchador.
Esta en el juego WWE 2K15 como DLC.
Hogan estaba planeado para el roster de WWE 2K16, pero fue eliminado por su polémica. Aunque en su Twitter, Hogan anunció que aparecerá en WWE 2K18.

### Negocios
Pastamania fue un restaurante que estuvo ubicado en el Mall of America en Bloomington, Minnesota. Fue creado y financiado por Hogan, el restaurante solo estuvo abierto un año. En 2013, abrió otro restaurante, el “Hogan’s Beach”, en Tampa Bay.

## Vida personal
Conoció a su esposa, Linda, en un restaurante en Los Ángeles. Hogan y Linda se casaron en 1983, y tuvieron dos hijos llamados Brooke y Nick Hogan.
Entre el 2005 y el 2007, protagonizó un reality show llamado Hogan Knows Best, el cual estuvo centrado alrededor de la vida de su familia. Poco después de que el programa fuese cancelado, Hogan se divorció de su mujer Linda, terminando así con 24 años de matrimonio. En sus últimos años residía en Tampa, Florida.
En julio de 2015, Hogan fue despedido y vetado por la WWE a raíz de un incidente que coincidió con una grabación sexual filtrada en donde se escuchó al luchador usar epítetos racistas.
Casado con su segunda esposa Jennifer McDaniel desde 2010, se divorciaron en octubre de 2021, iniciando una relación con una chica de nombre Sky. Se casaron el 22 de septiembre del 2023, después de haber anunciado poco antes su compromiso matrimonial.
Durante una operación de rutina el 29 de enero del 2023, los médicos de forma negligente, rompieron un nervio que comprometió su movilidad, dejándolo paralítico de la cintura para abajo, por el cual creó una serie de reacciones de compañeros y fanes, expresándoles sus sentimientos de poder ser operado nuevamente y rehabilitar la movilidad comprometida.

### Creencias
En 2023, se convirtió en cristiano evangélico y fue bautizado en la Iglesia Bautista de Indian Rocks en Largo (Florida).

## Fallecimiento
Hogan falleció el 24 de julio de 2025 a los 71 años de edad, a consecuencia de un paro cardiorrespiratorio.

## Campeonatos y logros
- New Japan Pro Wrestling
  - IWGP League Tournament (1983)
  - International Wrestling Grand Prix Championship Tournament (1982) - con Antonio Inoki
  - International Wrestling Grand Prix Championship Tournament (1983) - con Antonio Inoki[187]

- Southeastern Championship Wrestling
  - NWA Southeastern Heavyweight Championship (Northern Division) (1 vez)
  - NWA Southeastern Heavyweight Championship (Southern Division) (2 veces)

- World Championship Wrestling
  - WCW World Heavyweight Championship (6 veces)[188]

- World Wrestling Federation / Entertainment
  - WWF World Heavyweight Championship/WWF Championship/Undisputed WWF/E Championship (6 veces)[189] - Sexto reinado como Undisputed WWF/E Champion.
  - WWE World Tag Team Championship (1 vez) – con Edge[10]
  - Royal Rumble (1990)[11]
  - Royal Rumble (1991)[11]
  - Hall of Fame (clases de 2005 y 2020 por ser miembro de New World Order.)[4]

- Pro Wrestling Illustrated
  - Luchador del año (1987)[190]
  - Luchador del año (1991)[191]
  - Luchador del año (1994)[192]
  - Lucha del año (1985) con Mr. T vs. Roddy Piper & Paul Orndorff (WrestleMania, 31 de marzo)
  - Lucha del año (1988) vs. André the Giant (The Main Event, 5 de febrero)
  - Lucha del año (1990) vs. The Ultimate Warrior (WrestleMania VI, 1 de abril)
  - Lucha del año (2002) vs. The Rock (WrestleMania X8, 17 de marzo)
  - PWI Luchador más inspirador - 1983[193]
  - PWI Luchador más inspirador - 1999
  - PWI Luchador más popular - 1985
  - PWI Luchador más popular - 1989
  - PWI Luchador más popular - 1990
  - PWI Feudo del año - 1986, vs. Paul Orndorff
  - PWI Luchador más odiado - 1996
  - PWI Luchador más odiado - 1998
  - PWI Regreso del año - 1994
  - PWI Regreso del año - 2002
  - Situado en el N°1 en los PWI 500 del 1991[194]
  - Situado en el N°12 en los PWI 500 del 1992[195]
  - Situado en el N°17 en los PWI 500 del 1993[196]
  - Situado en el N°2 en los PWI 500 del 1994[197]
  - Situado en el N°6 en los PWI 500 del 1995[198]
  - Situado en el N°8 en los PWI 500 del 1996[199]
  - Situado en el N°55 en los PWI 500 del 1997[200]
  - Situado en el N°53 en los PWI 500 del 1998[201]
  - Situado en el N°44 en los PWI 500 del 1999[202]
  - Situado en el N°59 en los PWI 500 del 2000[203]
  - Situado en el N°19 en los PWI 500 del 2002[204]
  - Situado en el N°1 dentro de los mejores 500 luchadores de la historia - PWI Years, 2003.[205]
  - Situado en el Nº44 dentro de los 100 mejores equipos de la historia - con Antonio Inoki; PWI Years, 2003[206]
  - Situado en el Nº57 dentro de los 100 mejores equipos de la historia - con Randy Savage; PWI Years, 2003[206]

- Wrestling Observer Newsletter
  - WON Mejor Babyface - 1982
  - WON Mejor Babyface - 1983
  - WON Mejor Babyface - 1984
  - WON Mejor Babyface - 1985
  - WON Mejor Babyface - 1986
  - WON Mejor Babyface - 1987
  - WON Mejor Babyface - 1988
  - WON Mejor Babyface - 1989
  - WON Mejor Babyface - 1990
  - WON Mejor Babyface - 1991
  - WON Luchador más carismático - 1985
  - WON Luchador más carismático - 1986
  - WON Luchador más carismático - 1987
  - WON Luchador más carismático - 1989
  - WON Luchador más carismático - 1990
  - WON Luchador más carismático - 1991
  - WON Luchador más sobrevalorado - 1985
  - WON Luchador más sobrevalorado - 1986
  - WON Luchador más sobrevalorado - 1994
  - WON Luchador más sobrevalorado - 1995
  - WON Luchador más sobrevalorado - 1996
  - WON Luchador más sobrevalorado - 1997
  - WON Luchador más sobrevalorado - 1998
  - WON Feudo del Año - 1986, vs. Paul Orndorff
  - WON Best Box Office Draw - 1997
  - WON Peor lucha del año - 1987, vs. André the Giant (WrestleMania III, 29 de marzo de 1987)
  - WON Peor lucha del año - 1996, con Savage vs. The Alliance to End Hulkamania (Uncensored, 24 de marzo de 1996)
  - WON Peor lucha del año - 1997, vs. Roddy Pipper (Superbrawl VII, 23 de febrero de 1997)
  - WON Peor lucha del año - 1998, vs. Warrior (Halloween Havoc, 25 de octubre de 1998)
  - WON Peor feudo del año - 1991, vs. Sgt. Slaughter
  - WON Peor feudo del año - 1995, vs. Dungeon of Doom
  - WON Peor feudo del año - 1998, vs. Warrior
  - WON Peor feudo del año - 2000, vs. Billy Kidman
  - WON Luchador menos favorito de los lectores - 1985
  - WON Luchador menos favorito de los lectores - 1986
  - WON Luchador menos favorito de los lectores - 1991
  - WON Luchador menos favorito de los lectores - 1994
  - WON Luchador menos favorito de los lectores - 1995
  - WON Luchador menos favorito de los lectores - 1996
  - WON Luchador menos favorito de los lectores - 1997
  - WON Luchador menos favorito de los lectores - 1998
  - WON Luchador menos favorito de los lectores - 1999
  - WON Peor luchador - 1997
  - WON Luchador más vergonzoso - 1995
  - WON Luchador más vergonzoso - 1996
  - WON Luchador más vergonzoso - 1998
  - WON Luchador más vergonzoso - 1999
  - WON Luchador más vergonzoso - 2000
  - Wrestling Observer Newsletter Hall of Fame - 1996